# パイク郡 (ケンタッキー州)
パイク郡 (英: Pike County) はアメリカ合衆国ケンタッキー州の東端部に位置する郡である。2020年時点での人口は5万8669人。郡庁所在地はパイクビルである。

## 歴史
パイク郡は1921年12月19日に設置された。郡名はパイクスピークを発見した探検家ゼブロン・パイクにちなんだものである。
1860年から1891年の間この地と、タグ・フォーク川を挟んだミンゴ郡は「ハットフィールド家とマッコイ家の争い」の舞台となり、現在も観光地となっている。
1893年5月6日、パイクビルは公式に市となり郡庁が置かれた。

## 地理
アメリカ合衆国統計局によると、総面積2,043.1km2(788.84mi2) 、このうち2,040.1km2 (787.69 mi2) が陸地で3.0km2 (1.15 mi2) が水面である。総面積の0.15%が水面となっている。

### 主な道路
- 国道23号線
- 国道460号線
- 国道119号線
- 州道80号線
- 州道122号線

### 隣接する郡
- マーティン郡（北）
- ミンゴ郡 (ウェストバージニア州) （東）
- ブキャナン郡 (バージニア州) （南東）
- ディケンソン郡 (バージニア州) ,ワイズ郡 (バージニア州) （南）
- レッチャー郡、ノット郡（南西）
- フロイド郡（西）

## 人口
2000年国勢調査では、この郡は人口68,736人、27,612世帯、及び20,377家族が暮らしている。人口密度は34/km2 (87/mi2) 。30,923軒の住宅が建っており、密度は15/km2 (39/mi2) 。この郡の人種構成は白人98.35%、アフリカ系0.45%、ネイティブアメリカン0.11%、アジア系0.41%、ポリネシア系0.03%、その他の人種0.10%、及び混血0.56%である。また、0.52%はヒスパニックまたはラテン系である。18.2%がアメリカ系、16.1%がイギリス系、13.1%がアイルランド系、6.7%がドイツ系、2.3%がスコットランド系、1.3%がイタリア系である。
27,612世帯のうち33.70%に18歳以下の子供がおり、58.80％が夫婦の世帯、11.40％の世帯主が夫のいない女性、26.20％は男性のみの世帯である。24.10％は単身世帯で9.80％は65歳以上の高齢者世帯である。1世帯当たりの人数は2.46人、1家族当たりの人数は2.90人である。
この郡内の住民は23.70%が18歳未満の未成年、18歳以上24歳以下が9.20%、25歳以上44歳以下が30.00%、45歳以上64歳以下が24.90%、及び65歳以上が12.30%。中央値年齢は37歳である。女性100人に対して男性は95.50人である。18歳以上の女性100人に対して男性は91.20人である。
この郡の世帯ごとの平均収入は23,930米ドルであり、家族ごとの平均収入は29,302米ドルである。男性の平均収入32,332米ドルに対して女性の平均収入は19,229米ドルである。この郡の一人当たりの収入 (per capita income) は14,005米ドルである。人口の23.40%及び家族の20.60%は貧困線以下である。全人口のうち18歳未満の30.20%及び65歳以上の16.10%は貧困線以下の生活を送っている。
なお、郡の北東部のサウスウイリアムソンやフォレストヒルは裕福な地域で平均年収が5万ドル前後の高水準である。

## 市町村
| - パイクビル（郡庁所在地） - アッシュキャンプ - ベルチャー - ベルフライ - ビッグクリーク - カナダ - シーダービル - コールランビレッジ - ドートン - エルクホーンシティ - フェッズクリーク - フォーズブランチ - フリーバーン - ヘラー | - ジョナンシー - キンパー - リッククリーク - マッカー - マウスカード - フェルプス - フィリス - シェルビアナ - シドニー - サウスウイリアムソン - ストーン - ストップオーバー - バーネイ - バージー |